# Spiraea douglasii
Spiraea douglasii là loài thực vật có hoa trong họ Hoa hồng. Loài này được Hook. miêu tả khoa học đầu tiên năm 1832.

## Hình ảnh

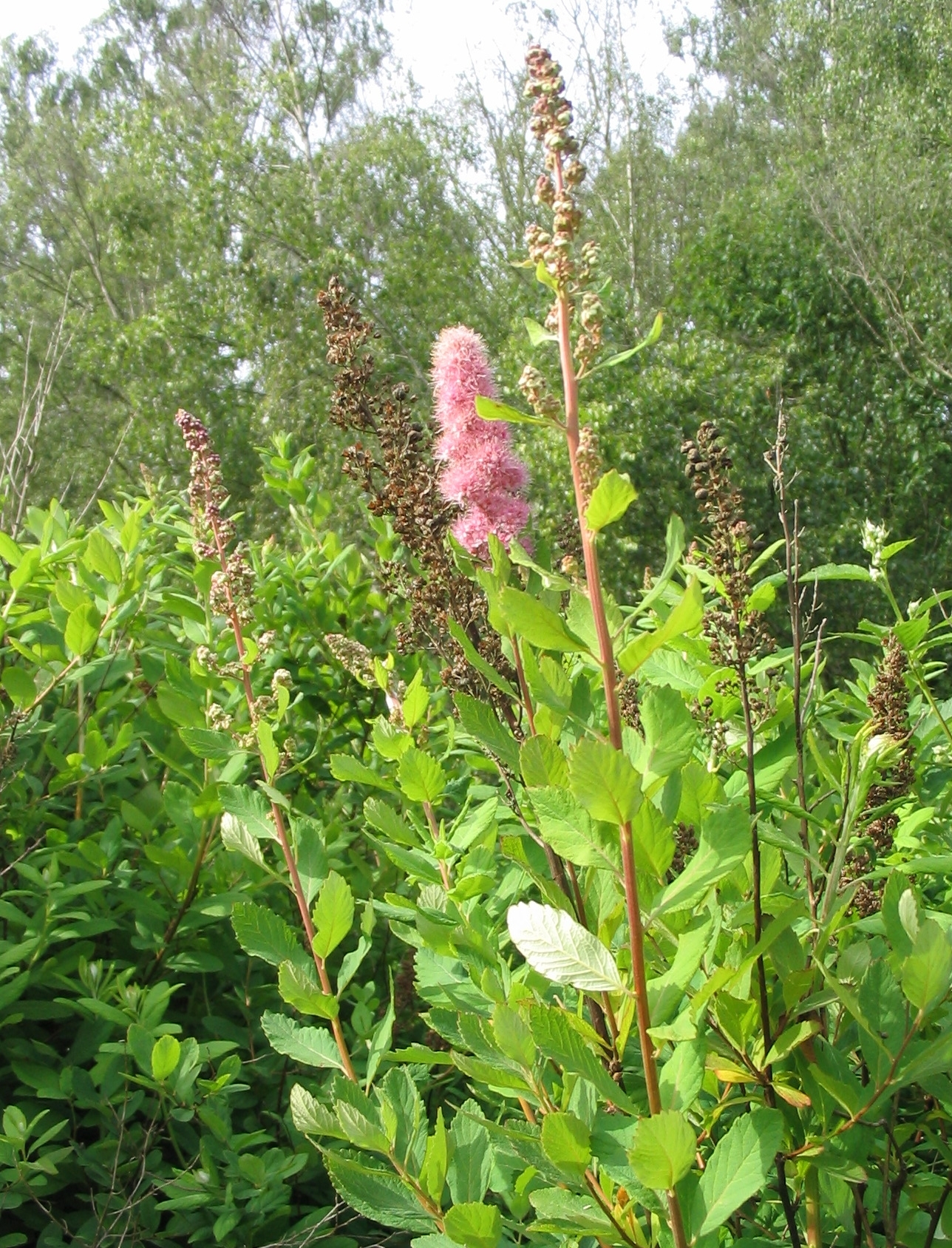
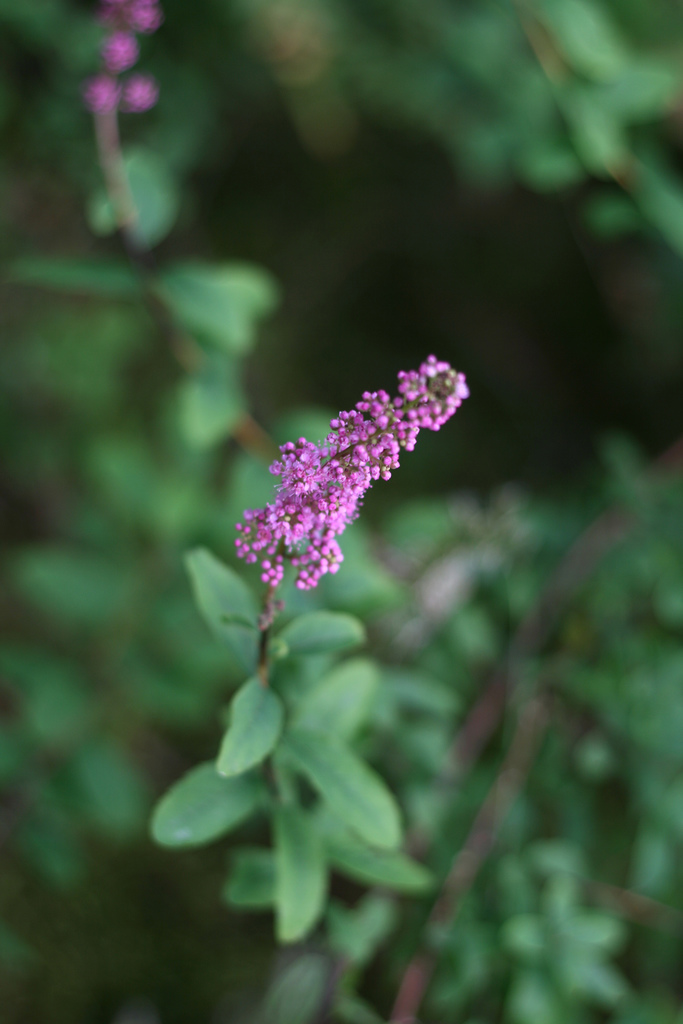
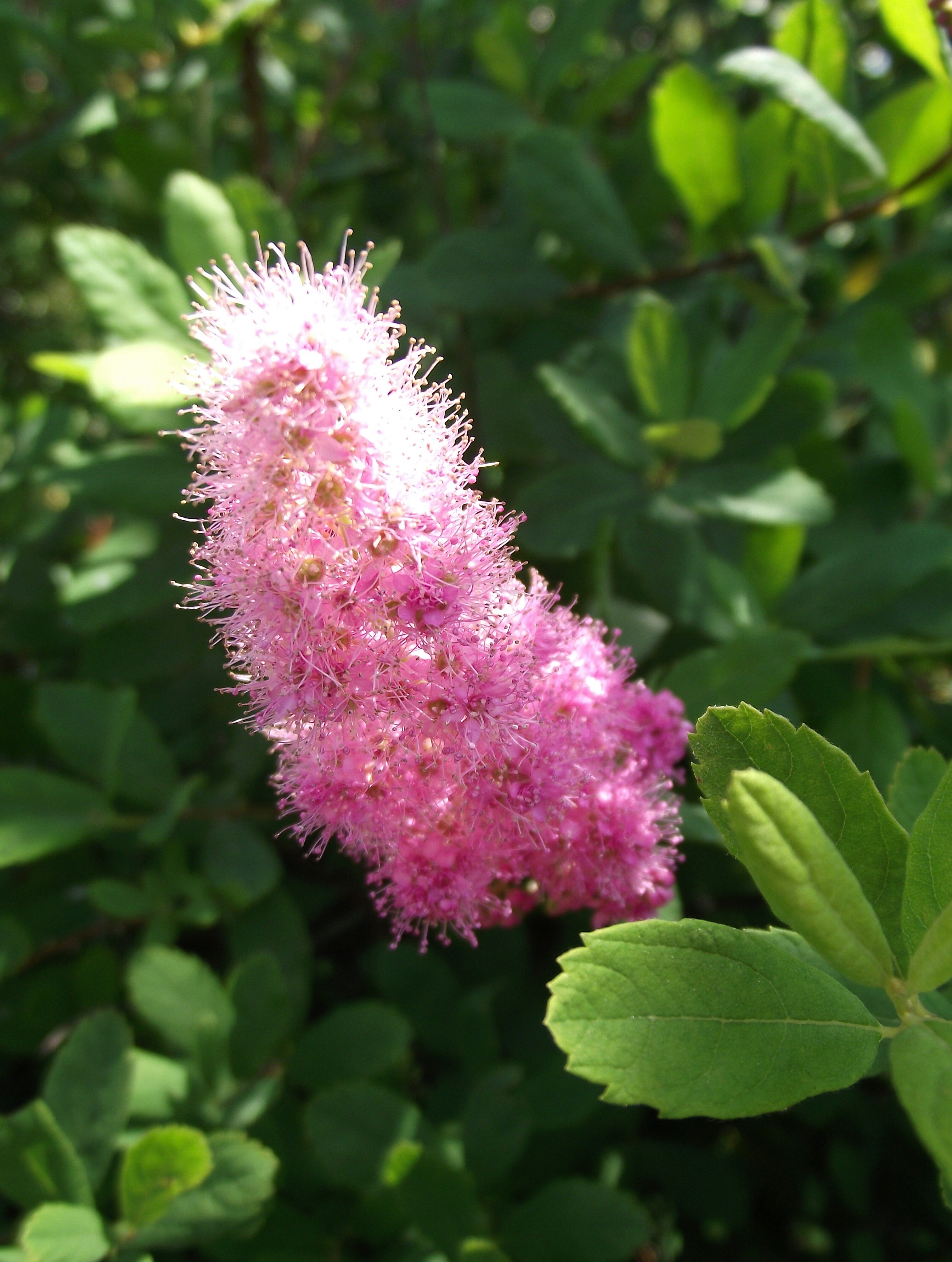